# Okręg raski
Okręg raski (serb. Raški okrug / Рашки округ) – okręg w centralnej Serbii, w regionie Serbia Centralna.

## Podział administracyjny
Okręg dzieli się na następujące jednostki:
- miasto Kraljevo
- miasto Novi Pazar
- gmina Raška
- gmina Tutin
- gmina Vrnjačka Banja

## Demografia
- Serbowie – 188 456 (62,76%)
- Boszniacy – 93 921 (31,28%)
- Muzułmanie – 1 895 (0,63%)
- Czarnogórcy – 1 389 (0,46%)
- Jugosłowianie – 522 (0,17%)
- Macedończycy – 329 (0,11%)
- Albańczycy – 160 (0,05%)
- Bułgarzy – 85 (0,03%)
- Węgrzy – 72 (0,02%)
- Gorani – 62 (0,02%)